# Сан Ђорђо (Ена)
Сан Ђорђо је насеље у Италији у округу Ена, региону Сицилија.
Према процени из 2011. у насељу је живело 577 становника. Насеље се налази на надморској висини од 603 м.